# Aszot Howhannisjan
Aszot Howhannisjan (orm. Աշոտ Հովհաննիսյան, ros. Ашот Гарегинович Иоаннисян, ur. 17 czerwca 1887 w Şuşy, zm. 30 czerwca 1972 w Erywaniu) – radziecki i armeński polityk, I sekretarz KC Komunistycznej Partii (bolszewików) Armenii w latach 1922-1927.
Po ukończeniu szkoły średniej w Şuşy studiował 1906-1913 filozofię i ekonomię na uniwersytetach w Halle, Jenie i Monachium, po powrocie wykładał w seminarium duchownym, 1914-1917 w Eczmiadzynie, gdzie od 1915 był docentem historii i ekonomii politycznej. Równocześnie brał aktywny udział w działalności SDPRR(b) na Zakaukaziu. W 1917 pracował w wydziale szkolnym komisariatu edukacji Komuny Bakijskiej, po upadku której udał się do Moskwy, gdzie 1918-1919 był docentem i profesorem katedry historii Bliskiego Wschodu; pracował też w Komisariacie Spraw Armeńskich. 1920 był redaktorem "Walki Robotników" w Rostowie nad Donem, 1920-1921 ludowy komisarz oświaty nowo utworzonej po agresji Rosji sowieckiej Armeńskiej SRR, 1921-1926 profesor Uniwersytetu Państwowego w Erywaniu. 1922-1927 był I sekretarzem KC KP(b)A. Następnie wykładał na Uniwersytecie Marksizmu-Leninizmu, a 1929-1934 pracował w Instytucie Narodowości ZSRR; równocześnie od 1931 w Akademii Nauk ZSRR. 1936-1937 zastępca Instytutu Historii Akademii Nauk ZSRR. W 1937 na fali czystek stalinowskich usunięty z partii, w 1943 aresztowany i uwięziony do 1954. Po zrehabilitowaniu pracował w Akademii Nauk Armeńskiej SRR, gdzie od 1961 kierował katedrą historii najnowszej. Odznaczony Orderem Lenina i Orderem Czerwonego Sztandaru Pracy.